# Moi… Lolita
«Moi… Lolita» (укр. «Я… Лоліта») — дебютний сингл французької співачки Alizée. Він був популярний у Франції, Іспанії, Бельгії, Австрії, Нідерландах, Сирії, Україні, Греції, Італії, Німеччини, Польщі та Великій Британії. Це одна з небагатьох пісень французькою (або будь-якому іншому, крім англійської) мовою, яка стала хітом UK Top 10.
Незважаючи на те, що досягнута найвища позиція номер два у Франції, пісня була однією з її найбільш успішних пісень в країні і залишалася у п'ятірці кращих протягом 24 тижнів поспіль. Коли її наступний сингл L Alizé досяг першого місця, «Moi… Lolita» була на третій позиції. Пісня отримала статус золотої через два місяці після випуску і діамантової від Syndicat National de l Édition Phonographique за продаж більше 750 000 синглів в 2000 році. У загальній складності, пісня була продана в кількості більше ніж 1 282 000 копій, ставши тридцять першої з найбільш продаються пісень у Франції.
Автор тексту — Мілен Фармер, автор музики — Лоран Бутонна.
Важливу роль у композиції зіграв образ Alizée як звабливої Лоліти з однойменного роману Володимира Набокова. У відео до синглу, яке було для Алізе першим, вона показана як сільська дівчина, яка відвідує нічний клуб.

## Список композицій
Французький CD сингл
1. Moi… Lolita (Single Version)
2. Moi… Lolita (The Piano Version)

Британський CD сингл
1. Moi… Lolita (Single Version) 4:16
2. Moi… Lolita (Lola Extended Remix) 6:30
3. Moi… Lolita (Illicit Full Vocal Mix) 8:05
4. Moi… Lolita (CD Rom Video) 4:50

Німецький CD максісингл
1. Moi… Lolita (Radio Edit) 3:40
2. Moi… Lolita (Single Version) 4:16
3. Moi… Lolita (Lola Extended Remix) 6:30
4. Moi… Lolita (Hello Helli T es A Dance Mix) 5:50
5. Moi… Lolita (Lolidub Remix) 3:45
6. Moi… Lolita (The Piano Version) 4:20

## Чарти
| Чарт (2000—2002)                    | Найвища позиція |
| ----------------------------------- | --------------- |
| Австрія (Ö3 Austria Top 75)         | 5               |
| Бельгія (Ultratop Flanders)         | 4               |
| Бельгія (Ultratop Wallonia)         | 2               |
| Данія (Tracklisten)                 | 9               |
| Europe (Eurochart Hot 100 Singles)  | 7               |
| Франція (SNEP)                      | 2               |
| Німеччина (Media Control AG)        | 5               |
| Угорщина (Rádiós Top 40)            | 15              |
| Ірландія (IRMA)                     | 34              |
| Італія (FIMI)                       | 1               |
| Нідерланди (Dutch Top 40)           | 2               |
| Нідерланди (Mega Single Top 100)    | 2               |
| Poland (Music & Media)              | 3               |
| Шотландія (Official Charts Company) | 6               |
| Іспанія (PROMUSICAE)                | 1               |
| Швеція (Sverigetopplistan)          | 52              |
| Швейцарія (Media Control AG)        | 11              |
| Велика Британія (UK Singles Chart)  | 9               |

| Чарт (2011)                 | Найвищаk позиція |
| --------------------------- | ---------------- |
| Poland (Polish Airplay New) | 5                |

| Чарт (2000)                        | Позиція |
| ---------------------------------- | ------- |
| Belgium (Ultratop Wallonia)        | 6       |
| Europe (Eurochart Hot 100 Singles) | 20      |
| France (SNEP)                      | 3       |
| Switzerland (Schweizer Hitparade)  | 28      |

| Чарт (2001)                        | Позиція |
| ---------------------------------- | ------- |
| Austria (Ö3 Austria Top 40)        | 66      |
| Belgium (Ultratop Flanders)        | 16      |
| Belgium (Ultratop Wallonia)        | 96      |
| Europe (Eurochart Hot 100 Singles) | 29      |
| France (SNEP)                      | 52      |
| Germany (Official German Charts)   | 38      |
| Netherlands (Dutch Top 40)         | 6       |
| Netherlands (Single Top 100)       | 14      |
| Switzerland (Schweizer Hitparade)  | 82      |

| Чарт (2002)                        | Позиція |
| ---------------------------------- | ------- |
| Austria (Ö3 Austria Top 40)        | 34      |
| Europe (Eurochart Hot 100 Singles) | 76      |
| Germany (Official German Charts)   | 86      |
| Italy (FIMI)                       | 6       |
| UK Singles (OCC)                   | 161     |

| Чарт (2000—2009)             | Позиці |
| ---------------------------- | ------ |
| Netherlands (Single Top 100) | 67     |

## Сертифікації
| Регіон                                             | Сертифікація | Продажі   |
| -------------------------------------------------- | ------------ | --------- |
| Франція (SNEP)                                     | Діамантовий  | 1,200,000 |
| Нідерланди (NVPI)                                  | Золотий      | 40 000^   |
| Швейцарія (IFPI Switzerland)                       | Платиновий   | 50 000^   |
| Підсумки                                           |              |           |
| Worldwide                                          | —            | 2,000,000 |
| ^відвантаження, що базуються лише на сертифікаціях |              |           |